# Zeilvissen
Zeilvissen (Istiophoridae) vormen een familie van grote vissen uit de orde van baarsachtigen (Perciformes).

## Kenmerken
De vissen hebben een langgerekt lijf dat meer dan 4 meter lang kan worden. Verder hebben ze een speervormige bek en een lange, stijve rugvin. 

## Leefwijze en voorkomen
De vissen zijn snelle zwemmers en kunnen 110 km/u halen op korte afstanden. Soms springen ze hierbij ook uit het water.
Ze komen in alle zeeën voor en jagen op vis.

## Visserij
Er wordt door sportvissers veel op deze vissen gevist.

## Geslachten
Volgens Fishbase zijn er elf soorten in drie geslachten:
- Istiophorus (Lacépède, 1801)
- Makaira (Lacépède , 1802)
- Tetrapturus (Rafinesque , 1810)